# Louis-François Dubosc
Pour les articles homonymes, voir Dubosc.
Louis-François Dubosc, né le 6 avril 1901 à Panassac (Gers) et décédé le 8 juin 1991 à Condom (Gers), est un homme politique français.

## Biographie
Membre de la Section française de l'Internationale ouvrière, il est très proche de Paul Faure, son secrétaire général jusqu'en 1940. Il devient député du Gers en 1936, puis conseiller général en 1937.
Demeuré partisan de Paul Faure, Louis-François Dubosc est exclu de la SFIO en 1946. Il participe alors à la création du Parti socialiste démocratique et du Rassemblement des gauches républicaines, coalition centriste influente sous la Quatrième République. Devenu secrétaire général de la fédération PSD de la Seine et vice-président national du RGR, puis fondateur du Centre national des indépendants de gauche, des républicains socialistes et des socialistes indépendants, il ne retrouve pas de mandat parlementaire. Il devient en 1957 secrétaire général du Centre républicain.

## Sources
- « Louis-François Dubosc », dans le Dictionnaire des parlementaires français (1889-1940), sous la direction de Jean Jolly, PUF, 1960 [détail de l’édition]